# Pawel Andrejewitsch Schuwalow

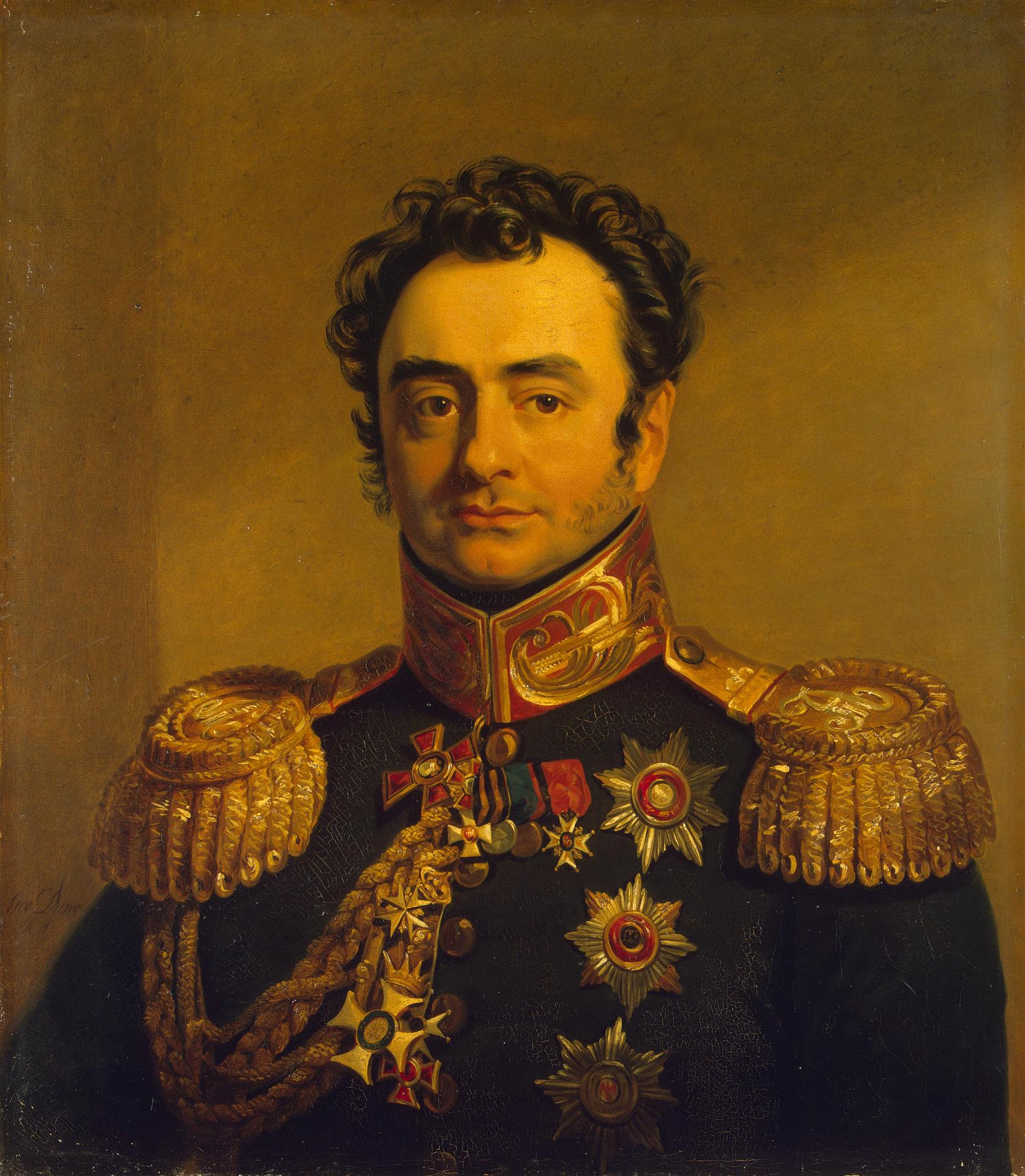
Pawel Andrejewitsch Schuwalow

Graf Pawel Andrejewitsch Schuwalow (russisch Павел Андреевич Шувалов; * 1. Juni 1776; † 13. Dezember 1823 in Sankt Petersburg) war ein russischer General und Diplomat.

## Leben
Pawel Andrejewitsch war der zweite Sohn (nach Petrus) von Andrei Petrowitsch Schuwalow und der Jekaterina Petrowna, einer Tochter des Feldmarschalls P. S. Saltykow. Er trat 1786 als Kornett in ein Gardekavallerieregiment der russischen Armee ein und wurde 1793 zum Unterleutnant befördert. Schuwalow diente 1794 unter dem Befehl von Alexander Wassiljewitsch Suworow während des Kościuszko-Aufstandes in Polen. Dort machte er den Sturm auf die Warschauer Vorstadt Praga mit. Im Jahr 1798 wurde er zum Oberst ernannt und diente ebenfalls unter Suworow 1799 während des ersten Koalitionskrieges in Italien. 
Beim Übergang über den St. Gotthard wurde ihm durch einen Streifschuss ein Knie zerschossen. Im Alter von nur 25 Jahren wurde er 1801 zum Generalmajor befördert, drei Jahre später wurde er Kommandant eines Kürassierregiments. Vorübergehend hatte er 1806 ein Dragonerregiment inne, ehe er sein altes Regiment zurückbekam. Im Vierten Koalitionskrieg 1806/07 befehligte er die 9. Division unter General Pjotr Kirillowitsch Essen. 1809 zeichnete er sich im finnländischen Krieg als Befehlshaber eines Korps gegen Schweden aus. Unter anderem gelang es ihm durch einen Marsch über das Eis eine Stadt einzunehmen. Dabei wurden 8000 Schweden gefangen genommen und zahlreiche Geschütze erbeutet. Dafür wurde er zum Generaladjutanten des Zaren Alexander I. ernannt.
In dieser Funktion übernahm er zwischen 1809 und 1811 mehrere diplomatische Missionen nach Wien. Während Napoleons Russlandfeldzug 1812 befehligte er anfangs das 4. Korps der 1. westlichen Armee, musste den Posten aus Gesundheitsgründen aber aufgeben. Während der Befreiungskriege war er Begleiter des Zaren im Generalstab. Er zeichnete sich in der Schlacht bei Kulm aus, wofür er das preußische Eiserne Kreuz verliehen bekam. Er schloss im Namen von Alexander I. den Waffenstillstand von Pläswitz. Nach der Völkerschlacht bei Leipzig erhielt er den St. Alexander-Orden. Er nahm in der Folge an weiteren Schlachten und 1814 an den Verhandlungen über die Übergabe von Paris teil. Nach dem Sieg der Alliierten eskortierte er die ehemalige Kaiserin Marie Louise nach Österreich und Napoleon nach Fréjus. Auch nach dem Krieg hatte er als Diplomat das Vertrauen des Kaisers. Nach seinem Tod ehrte Alexander ihn durch die Teilnahme an seiner Beisetzung.

## Museale Rezeption
Bei der Eskortierung Napoleons von Fontainebleau auf die Insel Elba übergab Schuwalow seinen Offiziersmantel an Napoleon. Diese „Verkleidung“ war eine Vorsichtsmaßnahme, da man Anschläge auf den abgedankten Franzosenkaiser befürchtete. Der Mantel ist heute im Wiener Heeresgeschichtlichen Museum ausgestellt.

## Auszeichnungen
Inland
- Orden des Heiligen Alexander Newski, Ritter
- Orden der Heiligen Anna, I. Klasse
- Orden des Heiligen Georg, IV. Klasse
- Orden des Heiligen Wladimir, II. Klasse
- Orden des Heiligen Johannes von Jerusalem

Ausland
- Preußischer Roter Adlerorden, I. Klasse
- Orden der heiligen Mauritius und Lazarus, Ritter